# Стромилов, Семён Иванович
Стромилов, Семён Иванович (1810 — Москва, 1860), русский поэт, фольклорист.

## Биография
Сын капитанa артиллерии в отставке Ивана Ивановича Стромилова — Семён происходил из древнего русского дворянского рода Вышневолоцкого уезда Тверской губ., внесённого в 6-ю часть Дворянской родословной книги Российской империи (Руммель, Голубцов, 1887. С.430,431). Отец его, выйдя в отставку, женился на Марии Семеновне Пущиной, дочери помещика Каширского уезда, жил в поместье Пущиных, где, вероятно, родился их сын Семён. 
Окончил Московский университетский благородный пансион; учился в одно время с М. Ю. Лермонтовым, из которого не окончив курс в апреле 1830 г. он отчислен, Стромилов же был выпущен годом раньше — в 1829 г.; они вместе входили в Обществo любителей российской словесности при Московском университете Преподаватель в университете педагог Семён Раич (1792—1855), сообщает в автобиографии: « … под моим руководством вступили на литературное поприще некоторые из юношей, как-то: господа Лермонтов, Стромилов, Колачевский, Якубович, Строев»..
В 1831 г. поступил на службу в канцелярию Московского военного генерал-губернатора (градоначальника) князя Д.В. Голицына; в то же время там же служили знакомые Лермонтова: В. П. Мещеринов, П. А. Евреинов, П. П. Степанов, тоже выпускники Благородного пансиона [Майский 1941, с. 640; Вацуро 1981, с. 555]. Продвижение его по службе было незначительным, в 1846 г. он получил должность почетного смотрителя в Московском Можайском уездном училище и значился титулярным советником, по сведениям печатных источников до 1860 г. состоял в том же чине [Вацуро 2000, с. 481; Адрес-календарь 1850, с. 143; Адрес-календарь 1856, с. 177]. Совмещая литературные занятия со службой чиновника в канцелярии военного губернатора приобрёл известность  как поэт лирик, фольклорист.
Умер 22.3.1860, в Москве, вероятно, от сердечной недостаточности, как записано в метрической записи скоропостижно "от удара".

## Творческое наследие
В 1830-е годы появились первые сочинения поэта Стромилова. Это были «риторические и героических стихотворения», позднее он культивировал элегические и романсные мотивы, характерные для эпигонов романтической лирики 1830-х гг.; обращался также к ориентальным (в том числе «кавказским») мотивам («Дагестанская ночь», 1839) и к «русским песням», одна из них («То не ветер ветку клонит», 40-е гг.) приобрела широкую известность. Есть сведения, что Стромилов писал эпиграммы и сатиры, едва не навлёкшие на него политические преследования.
Остался в памяти поколений «русскими песнями», из которых «Лучинушка», как многие её называют, несомненно лучшая из всего написанного им. Известны также его романсы «К птичке», «Люблю я пламенные очи…». Его стихотворения были опубликованы в таких изданиях как: «Атеней» (1830), «Московский Наблюдатель» (1836-38), «Сын Отечества» (1838-39), «Литературное Прибавление к Русскому Инвалиду» (1837-39), «Отечественные записки» (1839), «Литературная Газета» (1837), «Современник» (1839) и «Библиотека для Чтения» (1839). В частности, помимо представленных, в «Московском наблюдателе» были опубликованы: Часть 11: Цветок. С. 19; Речка. С. 386; Часть 12: Гроза. С.76; Еврейская мелодия. С. 309; Часть 13: Пери. С. 41; Песня. С. 238; Пушкин. Сонет. С. 343; Кронштадт. Сонет. С. 344; Часть 17: К морю. С. 98 — 99.

## Опубликованные произведения Стромилова
- Стромилов, Семен. 3 июля 1836 года // изд. Пушкинъ А. С. Современник : литератур. журн. — СПб.: Гуттенберг. тип., 1836. — Т. III. — С. 257—259[3].
- Стромилов С. <И.> Дагестанская ночь // Отечественные записки. — 1839. — Т. 3. — С. 250−251.
- Стромилов С. И. Его императорскому высочеству, государю наследнику цесаревичу и вел. кн. Александру Николаевичу: Стих. С. Стромилова. — М., 1834. — 8 с.
- Стромилов С. <И.> Завистникам России // Сын отечества. — 1839. — Т. 7. — С. 95−96.
- Стромилов С. <И.> М. П. Бибикову // Современник. — 1839. — Т. 14. — С. 148−149.
- Стромилов С. <И.> Неаполь // Библиотека для чтения. — 1840. — Т. 39. — С. 133−134.
- Стромилов С. <И.> Ф. Н. Глинке по получении от него книги «Очерки Бородинского сражения (Воспоминание о 1812 годе)». Стихотворение [1839] // РГАЛИ. Ф. 141. Оп. 1. Ед. хр. 90а — 2 л.[4].

## Память
Искусствовед и историк литературы Светлана Магидсон, пишет: «Стромилов Семён — поэт, фольклорист, знаток поэзии. Профессор И. Н. Розанов, просматривая ноты выдающегося русского композитора Александра Варламова, напечатанные при его жизни, установил (по рукописным черновикам) авторство песни „То не ветер ветку клонит“, она принадлежит перу Стромилова».
Евгений Евтушенко, включил Семёна Стромилова в свою антологию русской поэзии, благодаря вошедшей в золотой фонд русской песенной классики песне «Лучинушка», обессмертившей имя поэта.